# Erich Christian Werlauff
Erik Christian Werlauff, född den 2 juli 1781 i Köpenhamn, död där den 5 juni 1871, var en dansk historiker av norsk börd. 
Werlauff blev student 1796 och juris kandidat 1802. Redan 1798 vann han anställning vid kungliga biblioteket, där han befordrades till bibliotekarie 1823 och verkade som överbibliotekarie 1829–1861. Samtidigt var han universitetslärare. Sedan han 1808 tagit filosofie doktorsgraden med en dissertation om Are Frode, befordrades han 1810 till adjunkt och var 1812–1867 professor i nordisk historia vid universitetet, där han i 40 år höll föreläsningar, grundliga, men utan lyftning. Han var universitets rektor 1836–1837. Werlauff blev ledamot av Det kongelige danske Selskab for Fædrelandets Historie 1806,  av Videnskabernes Selskab1820 och av Vitterhetsakademien 1830. Werlauff ägde vidsträckt beläsenhet och stor kritisk förmåga, men förblev alltid en kammarlärd, som hade sin enda glädje i studier och aldrig sökte umgänge eller någonsin satte sin fot utom de danska öarna. Som frukt av hans arbete föreligger nästan intet verk om ett större ämne, men väl en mängd uppsatser, som innehåller en rikedom på upplysningar och som oftast framkallats av yttre anledningar. 
De viktigaste är Forsøg til det danske Sprogs Historie i Hertugdømet Slesvig (1819), Historiske Efterretninger om det store kgl. Bibliothek (1825; 2:a upplagan 1844), Kjøbenhavns Universitets Historie indtil Reformationen (1836 och 1850), Historiske Antegnelser til Ludvig Holbergs atten første Lystspil (1838; 2:a upplagan 1858), med tillhörande noter till Holbergs "Niels Klim" (1841) och "Peder Paars" (1862). (Hans noter till Holbergs Epistler kom senare till gagn för Christian Walter Bruuns upplaga av dem.) Vidare kan nämnas Om Norges Forening med Sverige under Magnus Smek (1829), Den nordiske Ravhandels Historie (1835), Om ældre Grænsebestemmelser mellem Norge og Sverrig (1845), Om Dannebrog og Dannebrogsordenen (1872) samt skildringar av Ole Worms och Arne Magnussons betydelse för fornforskningen. Werlauff utgav också tillsammans med Børge Thorlacius Noregs konúnga sögur (IV—VI; 1813–1826) och med Laurids Engelstoft Scriptores rerum danicarum (VIII, 1834). Werlauffs efterlämnade skrift Danske, særlig Københavnske Tilstande og Stemninger ved Overgangen til det 19:e Aarhundrede utgavs 1874 av Frederik Schiern (ny utgåva med titeln Af min Ungdoms Tid 1954); hans Erindringer om mit Liv utkom 1910 (ny oförändrad utgåva 1968). Gustav Ludvig Wad utgav 1916 hans brevväxling under 50 år med ungdomsvännen Vedel Simonsen.